# Motín de Arganda

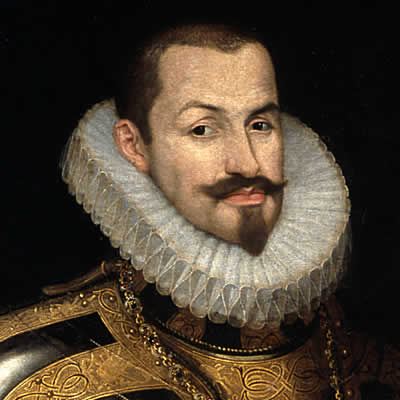
El duque de Lerma, protagonista del Motin de Arganda.

El Motín de Arganda fue un suceso que tuvo lugar en la villa de Arganda del Rey en 1613 motivado por la pérdida del privilegio de ser villa de realengo y que tuvo en el duque de Lerma,  Francisco de Sandoval y Rojas, su principal protagonista.
Hasta el año 1581 Arganda pertenecía al Arzobispado de Toledo. A partir de dicho año, el monarca Felipe II le otorgó la condición de Villa Realengo tras el pago de 10 000 ducados. El citado motín fue sólo la culminación de una serie de acontecimientos que comenzaron mucho antes. En el caso de Arganda, el motín fue un movimiento antiseñorial motivado por el descontento social que supuso dejar la condición de ser villa de realengo, por aquel entonces un lujo que lo dejaba estar bajo jurisdicción directa de la corona. Tras 400 años de vasallaje hacia el Arzobispado, se tomó la decisión de endeudarse para conseguir el objetivo de servir única y expresamente al Rey. Treinta años después de tomar dicha decisión, la villa de Arganda recayó en manos de un nuevo señor, el duque de Lerma, figura en la que recaía el derecho de administrar justicia, recaudar impuestos y nombrar los oficiales de la villa de Arganda.
En 1613, Arganda se encontraba totalmente endeudada y arruinada, siendo comprada por el valido del rey Felipe III. La compra-venta de la villa se firmó en la Casa del Rey, antes conocida como la Quinta del Embajador, donde su dueño recibía personajes de la Corte.
La cuestión es que el duque tuvo que enfrentarse a continuas muestras de desprecio. En Arganda, el rechazo del pueblo se plasmó en una revuelta general que llegó a mayores cuando el viernes 13 de septiembre de 1613, día en que llegó a la villa, fue agredido. En la comitiva del duque iba el cardenal-arzobispo de Toledo, Bernardo Sandoval y Rojas, sobrino del propio duque. Al llegar a la plaza, un cochero del duque cayó muerto en mitad del alboroto. La gente se agolpó contra los carruajes y los zarandeó gritando e insultando a sus componentes. Tras aquel episodio, vergonzoso para el duque, pocas horas se mantuvo dicha embajada, saliendo al día siguiente con rumbo a Madrid.
El cronista real Luis Cabrera de Córdoba fue quien recogió este episodio en 1626 en su obra Relaciones de las cosas sucedidas en la Corte de España desde el año de 1599 hasta el de 1614, diciendo del mismo lo siguiente:

Fue el Duque con el Cardenal de Toledo a la villa de Arganda, que ha comprado con mucha contradicción de los vecinos, para tomar la posesión, donde le habían de correr toros y hacer otras fiestas; y sucedió que en llegando se le murió el cochero súpitamente, y estando presente el alcalde de la villa a un pregón que se hacía, otro cochero del Cardenal le trató de borracho y sobre ello le dio un bofetón, de que el lugar se escandalizó, porque muchos no habían querido consentir en la venta, y con esta ocasión un clérigo iba inquietando a los demás; y el Duque por aplacar al alcalde le mandó dar 200 escudos y no los quiso, diciendo que el agravio se había hecho a la vara... y aunque aquella tarde se corrieron los toros e hicieron fiestas, el siguiente en amanesciendo se vino con el Cardenal... y tuvo necesidad de sangrarse por unas ronchas que le salieron.